# Vladímir Propp
Vladímir Yákovlevich Propp (en ruso: Владимир Яковлевич Пропп; San Petersburgo, 29 de abril de 1895-Leningrado, 22 de agosto de 1970) fue un antropólogo y lingüista ruso, dedicado al análisis de los componentes básicos de los cuentos populares rusos para identificar sus elementos narrativos irreducibles más simples.

## Biografía
Vladimir Propp nació el 29 de abril de 1895 en San Petersburgo en una familia rusa de ascendencia alemana. Sus padres, Yakov Philippovich Propp y Anna-Elizaveta Fridrikhovna Beisel, eran ricos campesinos alemanes del Volga de la gobernación de Sarátov. Su Morfología del cuento (Morfológuiya skazki) fue publicada en ruso en 1928; aunque influyó a Claude Lévi-Strauss y Roland Barthes, fue prácticamente ignorada en Occidente hasta que fue traducida al inglés en el año 1958.
Analizó los cuentos populares hasta que encontró una serie de puntos recurrentes que creaban una estructura constante en todas estas narraciones. Es lo que se conoce como las «funciones de Vladímir Propp».
Son una serie de treinta y un puntos recurrentes en todos los cuentos de hadas populares. Aunque no todos ellos aparecen en todos los cuentos, su función básica a menudo permanece y el orden es prácticamente siempre el mismo. 
La teoría de Propp se basa en un análisis estructural de la morfología de los cuentos, donde parte del corpus para llegar a la clasificación. Critica las clasificaciones anteriores a su estudio; propone por su parte, en la clasificación que obtiene del análisis de más o menos cien cuentos, una serie de elementos constantes, estos son las funciones de los personajes.

### Las funciones de Propp
La serie de treinta y un puntos es la siguiente:
1. Alejamiento. Uno de los miembros de la familia se aleja.
2. Prohibición. Recae una prohibición sobre el héroe.
3. Transgresión. La prohibición es transgredida.
4. Conocimiento. El antagonista entra en contacto con el héroe.
5. Información. El antagonista recibe información sobre la víctima.
6. Engaño. El antagonista engaña al héroe para apoderarse de él o de sus bienes.
7. Complicidad. La víctima es engañada y ayuda así a su agresor a su pesar.
8. Fechoría. El antagonista causa algún perjuicio a uno de los miembros de la familia.
9. Mediación. La fechoría es hecha pública, se le formula al héroe una petición u orden, se le permite o se le obliga a marchar.
10. Aceptación. El héroe decide partir.
11. Partida. El héroe se marcha.
12. Prueba. El donante somete al héroe a una prueba que le prepara para la recepción de una ayuda mágica.
13. Reacción del héroe. El héroe supera o falla la prueba.
14. Regalo. El héroe recibe un objeto mágico.
15. Viaje. El héroe es conducido a otro reino, donde se halla el objeto de su búsqueda.
16. Lucha. El héroe y su antagonista se enfrentan en combate directo.
17. Marca. El héroe queda marcado.
18. Victoria. El héroe derrota al antagonista.
19. Enmienda. La fechoría inicial es reparada.
20. Regreso. El héroe vuelve a casa.
21. Persecución. El héroe es perseguido.
22. Socorro. El héroe es auxiliado.
23. Regreso de incógnito. El héroe regresa, a su casa o a otro reino, sin ser reconocido.
24. Fingimiento. Un falso héroe reivindica los logros que no le corresponden.
25. Tarea difícil. Se propone al héroe una difícil misión.
26. Cumplimiento. El héroe lleva a cabo la difícil misión.
27. Reconocimiento. El héroe es reconocido.
28. Desenmascaramiento. El falso queda en evidencia.
29. Transfiguración. El héroe recibe una nueva apariencia.
30. Castigo. El antagonista es castigado.
31. Boda. El héroe se casa y asciende al trono.

Estas funciones están agrupadas en siete esferas:
1. El agresor.
2. El donante. Da el objeto mágico al héroe.
3. El auxiliar. El que ayuda al héroe.
4. La princesa y el padre.
5. El ordenante.
6. El héroe.
7. El antagonista.

## Edición en castellano
- Morfología del cuento (14.ª ed. revisada). Fundamentos. 2020. ISBN 978-84-245-0004-7. OCLC 793313801.
- El epos heroico ruso. Fundamentos. 2020. ISBN 978-84-245-0358-1.
- Las raíces históricas del cuento. Fundamentos. 2008. ISBN 978-84-245-0110-5. OCLC 1025431186.
- Folclore y realidad. Tres ensayos sobre el folclore. Alianza Editorial. 2007. ISBN 978-84-206-6094-3.
- Morfología del cuento. Madrid: Akal. 1998. ISBN 978-84-7600-020-5.
- Edipo a la luz del folklore. Fundamentos. 1982. ISBN 978-84-245-0282-9.